# 1865 Cerberus
1865 Cerberus eller 1971 UA är en asteroid som upptäcktes den 26 oktober 1971 av den tjeckiske astronomen Luboš Kohoutek vid Bergedorf-observatoriet. Den har fått sitt namn efter den trehövdade hunden Kerberos i den grekiska mytologin.
Asteroiden tillhör gruppen Apollo-asteroider och den har en diameter på ungefär 1 kilometer.